# Ель-Міда
Ель-Міда (араб. الميدة) — місто в Тунісі. Входить до складу вілаєту Набуль. Станом на 2004 рік тут проживало 3 437 осіб.